# Emergência étnica
Emergência étnica denomina o processo de autodefinição histórica de um povo indígena, através de uma reformulação dos símbolos e refundação de tradições, em contraposição aos processos de aculturação colonial. O termo é utilizado com frequência no contexto brasileiro para enquadrar a intensificação das autorreivindicações públicas dos povos indígenas no nordeste do Brasil que ocorreu nas últimas décadas, e que tem sido particularmente significativo por se tratar da região de colonização mais antiga, onde a presença indígena era tomada como diluida pelas ciências sociais e relatórios de Estado ao longo do século XX. Consequentemente, o nordeste brasileiro tem sido a região do país com a segunda maior taxa média de crescimento populacional de indígenas, segundo dados do IBGE.